# Campeonato Mundial de Patinação Artística no Gelo de 1923
O Campeonato Mundial de Patinação Artística no Gelo de 1923 foi a vigésima primeira edição do Campeonato Mundial de Patinação Artística no Gelo, um evento anual de patinação artística no gelo organizado pela União Internacional de Patinação (em inglês:  International Skating Union) onde os patinadores artísticos competem pelo título de campeão mundial. Nesta edição as competições individuais foram disputadas entre os dias 27 de janeiro e 28 de janeiro na cidade de Viena, Áustria; e a competição de duplas foi disputada no dia 21 de janeiro na cidade de Kristiania, Noruega.

## Eventos
- Individual masculino
- Individual feminino
- Duplas

## Medalhistas
| Evento                        | Ouro                                                     | Prata                                       | Bronze                                  |
| Individual masculino detalhes | Fritz Kachler · Áustria                                  | Willy Böckl · Áustria                       | Gösta Sandahl · Suécia                  |
| Individual feminino detalhes  | Herma Plank-Szabo · Áustria                              | Gisela Reichmann · Áustria                  | Svea Norén · Suécia                     |
| Duplas detalhes               | Ludowika Jakobsson-Eilers · Walter Jakobsson · Finlândia | Alexia Bryn-Schøien · Yngvar Bryn · Noruega | Elna Herikson · Kaj af Ekström · Suécia |

## Resultados

### Individual masculino
| Pos.              | Nome           | Nacionalidade | Pontos |
| ----------------- | -------------- | ------------- | ------ |
| Medalha de ouro   | Fritz Kachler  | Áustria       | 7      |
| Medalha de prata  | Willy Böckl    | Áustria       | 12     |
| Medalha de bronze | Gösta Sandahl  | Suécia        | 16     |
| 4                 | Ernst Oppacher | Áustria       | 16     |
| 5                 | Ludwig Wrede   | Áustria       | 25     |
| 6                 | Artur Vieregg  | Alemanha      | 29     |

### Individual feminino
| Pos.              | Nome              | Nacionalidade | Pontos |
| ----------------- | ----------------- | ------------- | ------ |
| Medalha de ouro   | Herma Plank-Szabo | Áustria       | 6      |
| Medalha de prata  | Gisela Reichmann  | Áustria       | 12     |
| Medalha de bronze | Svea Norén        | Suécia        | 16     |
| 4                 | Ethel Muckelt     | Reino Unido   | 16     |

### Duplas
| Pos.              | Nome                                         | Nacionalidade | Pontos |
| ----------------- | -------------------------------------------- | ------------- | ------ |
| Medalha de ouro   | Ludowika Jakobsson-Eilers / Walter Jakobsson | Finlândia     | 6.5    |
| Medalha de prata  | Alexia Bryn-Schøien / Yngvar Bryn            | Noruega       | 10.5   |
| Medalha de bronze | Elna Herikson / Kaj af Ekström               | Suécia        | 14     |
| 4                 | Margit Engebretsen / Bjarne Engebretsen      | Noruega       | 19     |
| 5                 | Randi Bakke / Christen Christensen           | Noruega       | 25     |

## Quadro de medalhas
| Ordem | País      | Medalha de ouro | Medalha de prata | Medalha de bronze |   | Ordem por total |
| ----- | --------- | --------------- | ---------------- | ----------------- | - | --------------- |
| 1     | Áustria   | 2               | 2                |                   | 4 | 1               |
| 2     | Finlândia | 1               |                  |                   | 1 | 3               |
| 3     | Noruega   |                 | 1                |                   | 1 | 3               |
| 4     | Suécia    |                 |                  | 3                 | 3 | 2               |
| TOTAL | TOTAL     | 3               | 3                | 3                 | 9 | —               |